# Mlade
Mlade je jedan od naziva rijeke Trebižat u Hercegovini, (BiH). Rabi se na potezu Vitina – Veljaci.
Rijeka Mlade stvorila je na svojem toku slap Koćušu u Veljacima. Nakon što iziđe iz ravnice riječna matica nailazi na prepreke – čvrste vapnenačke stijene – te se obrušava s visine 10 – 12 metara na širini od 30 metara. Ovaj slap nema većih oscilacija u količinama vode tijekom godine poput slapa Kravice. U blizini slapa su mlinovi i stupe, od kojih neki i danas rade.